# Ивлево (Владимирская область)
Ивлево — деревня в Собинском районе Владимирской области России, входит в состав Колокшанского сельского поселения.

## География
Деревня расположена на берегу реки Клязьма в 2 км на юг от центра поселения посёлка Колокша и в 16 км на юго-запад от Владимира.

## История
В конце XIX — начале XX века деревня входила в состав Одерихинской волости Владимирского уезда, с 1926 года — во Владимирской волости. В 1859 году в деревне числилось 14 дворов, в 1905 году — 22 дворов, в 1926 году — 21 хозяйств.
С 1929 года деревня входила в состав Парфеновского сельсовета Владимирского района, с 1932 года — в составе Колокшанского сельсовета, с 1945 года — в составе  Собинского района, с 2005 года — в составе Колокшанского сельского поселения.

## Население
| 1859 | 1905 | 1926 |
| ---- | ---- | ---- |
| 98   | 119  | 107  |

| 1859 | 1905 | 1926 | 2002 | 2010 | 2021 |
| ---- | ---- | ---- | ---- | ---- | ---- |
| 98   | ↗119 | ↘107 | ↘28  | ↘14  | →14  |